# Capracotta
Capracotta là một đô thị ở tỉnh Isernia trong vùng Molise, có cự ly khoảng 45 km về phía tây bắc của Campobasso và khoảng 25 km về phía bắc của Isernia. Tại thời điểm ngày 31 tháng 12 năm 2004, đô thị này có dân số 1.089 và diện tích là 42,3 km².
Capracotta giáp các đô thị: Agnone, Castel del Giudice, Pescopennataro, San Pietro Avellana, Sant'Angelo del Pesco, Vastogirardi.